# Aeroport Internacional de Kansai

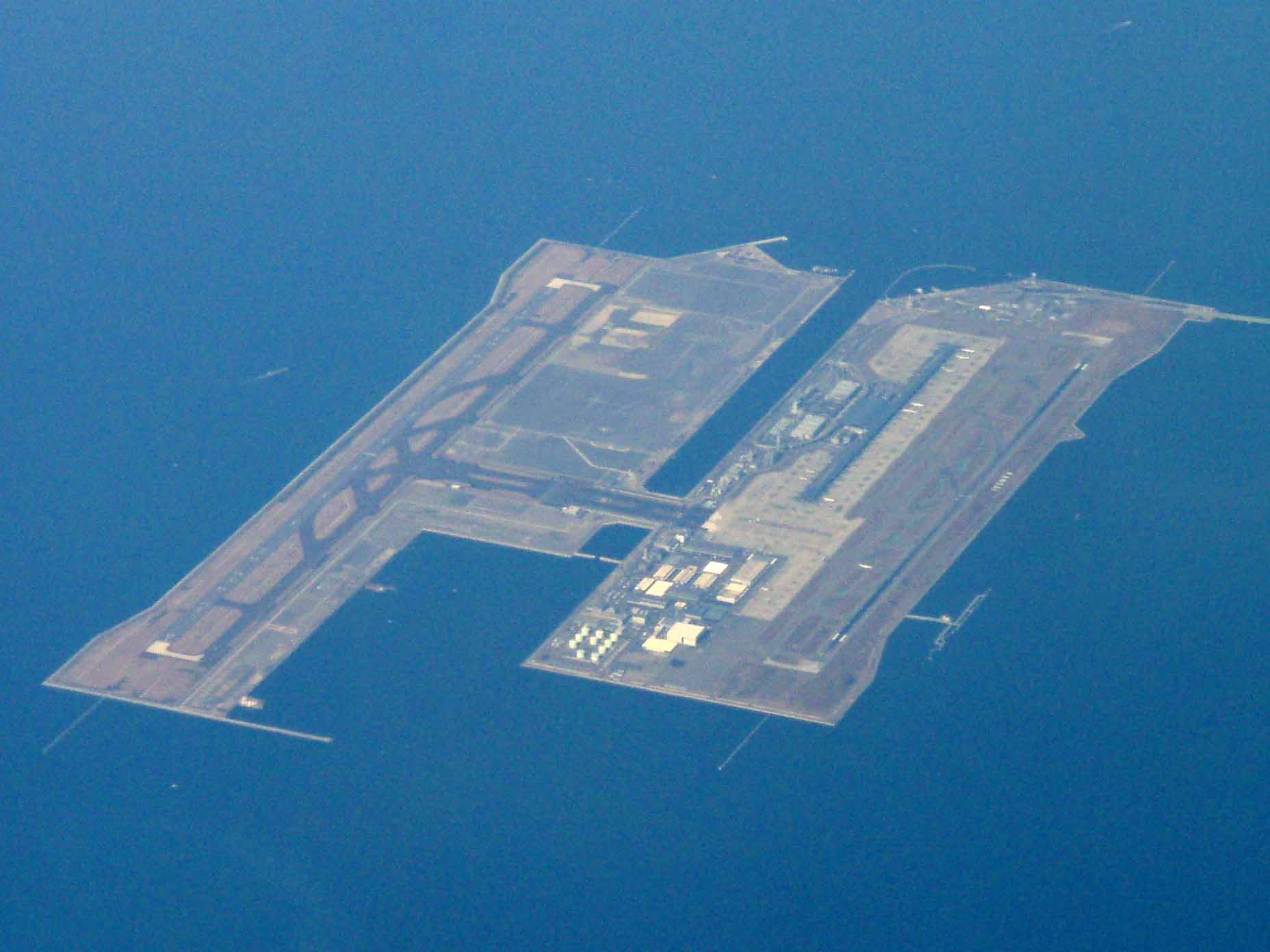
Fotografia des del cel de l'aeroport.

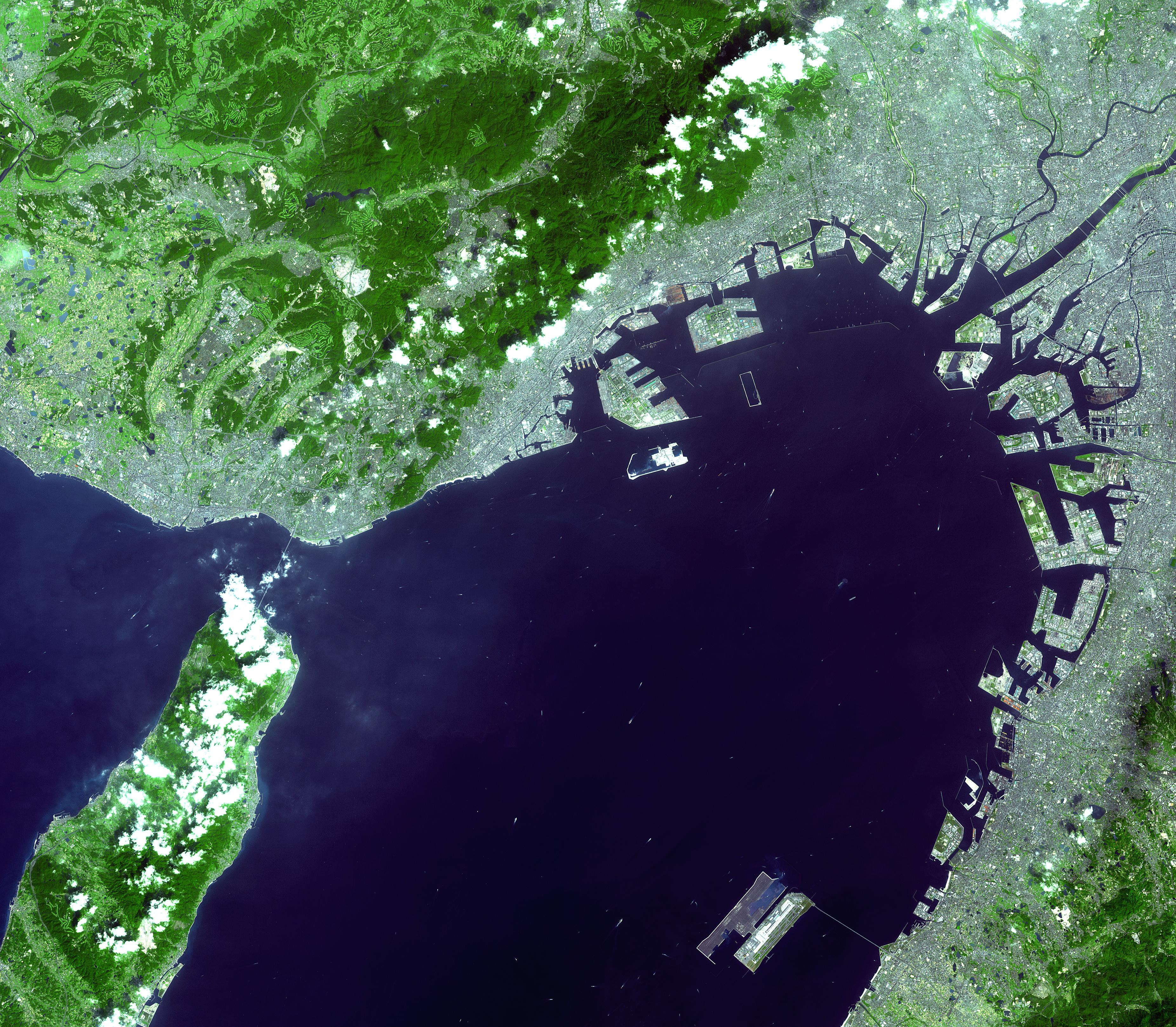
Fotografia des d'un satèl·lit de la badia d'Osaka on es pot observar l'illa artificial.

L'aeroport internacional de Kansai (关 西 国际 空港, Kansai Kokusai Kuko) és un aeroport internacional situat en una illa artificial a la badia d'Osaka, Japó. Va ser inaugurat el 4 de setembre del 1994.
L'aeroport serveix de hub per Japan Airlines, All Nippon Airways, i Nippon Airlines Cargo. És la porta d'enllaç per a la regió de Kansai, composta per les ciutats d'Osaka, Kyoto, i Kobe, entre d'altres. Els vols domèstics són portats a terme des de l'anterior Aeroport Internacional d'Osaka a Itami.
En el dialecte Kansai del japonès, l'aeroport és comunament anomenat Kanku (关 空).

## Pistes
- 6/24, 11.400 ft, 3.500 m, pavimentada
- 6L/24R, 13.123 ft, 4.000 m, pavimentada

## Estadístiques (2005)
- Nombre de passatgers: 16.428.399
- Total de càrrega: 843.368 t

## Vols internacionals
Operen vols internacionals en l'aeroport les següents línies aèries:
| - Air Caledonie Airlines - Air Canada - AirCalin - Air China - Air France - Air India - Air Macau - Air New Zealand - Air Paradise International - Air Tahiti Nui - Alitalia - All Nippon Airways - American Airlines - Asiana Airlines - Australian Airlines - Austrian Airlines - Cathay Pacific | - China Eastern Airlines - China Southern Airlines - EgyptAir - Emirates - EVA Air - Finnair - Garuda Indonesia - Hainan Airlines - JALWays - Japan Airlines - Japan Asia Airways - Jetstar Airways - KLM - Korean Air - Lufthansa - Malaysia Airlines | - MIAT Mongolian Airlines - Northwest Airlines - Philippine Airlines - Qantas - Qatar Airways - Royal Nepal Airlines - Shanghai Airlines - Singapore Airlines - South African Airlines - Thai Airways International - United Airlines - US Airways - Uzbekistan Airways - Vietnam Airlines - Vladivostok Air - Xiamen Airlines |